# Javier Garrido
Javier Garrido Behobide, född 15 mars 1985 i Irun, är en spansk fotbollsspelare. 
Den 2 augusti 2007 offentliggjordes det att han hade skrivit på ett kontrakt värt 2,2 miljoner euro för Manchester City och lämnade således Real Sociedad. Kontraktet löpte fram till och med sommaren 2011. Han gjorde sin debut för Manchester City den 11 augusti samma år i en match mot West Ham United. Han blev den förste baskiske spelaren att spela för klubben. Sommaren 2010 såldes han till italienska Lazio.

## Fotnoter
1. ↑  ”City Sign Garrido”. BBC Sport. 2 augusti 2007. Arkiverad från originalet den 28 september 2007. https://web.archive.org/web/20070928014746/http://www.mcfc.co.uk/default.sps?pageid=115&pagegid=%7BDBD12D53-8346-431D-A04F-5D0F8664DE80%7D&newsid=449375&siteid=&pageno=2&newscategory=&frommonth=6&fromyear=2007&tomonth=8&toyear=2007.stm. Läst 2 augusti 2007.
2. ↑  ”Elano heads Man City triple swoop”. BBC Sport. 2 augusti 2007. http://news.bbc.co.uk/sport1/hi/football/teams/m/man_city/6927556.stm. Läst 2 augusti 2007.